# Liet International 2018
Liet International 2018 was de twaalfde editie van Liet International. Deze editie van de zangwedstrijd werd georganiseerd in de lente van 2018 in Leeuwarden, Friesland.

## Format
De liedjes moeten gezongen worden in de eigen minderheidstaal. Een jury beoordeelt de liedjes en geeft ze punten naargelang hun beoordeling. De winnaar is de regio die de meeste punten krijgt van de jury.
Verder wordt er ook een publieksprijs uitgereikt. Deze wordt uitgereikt aan de regio die volgens het publiek het beste was. 

## Gastland
Leeuwarden werd aangeduid als gaststad voor de twaalfde editie. Het was al de vijfde keer dat de stad het festival organiseerde. Later werd bekendgemaakt dat de zaal was gekozen: de Neushoorn. De vorige edities in Leeuwarden vonden plaats in De Harmonie.

## Deelnemende regio's
14 acts deden mee voor deze editie. Gastland Friesland en Galicië zonden twee inzendingen in.
Het was de eerste keer dat er een inzending vanuit België meedeed. Deze eer was voor Jenne Decleir, die deelnam in naam van Antwerpen

## Uitslag
| Plaats | Regio        | Taal              | Artiest                       | Lied                     | Punten |
| ------ | ------------ | ----------------- | ----------------------------- | ------------------------ | ------ |
| 1      | Cornwall     | Cornisch          | The Rowan Tree                | Tresor                   | 141    |
| 2      | Galicië      | Galicisch         | Nastasia Zürcher              | Espertos                 | 133    |
| 3      | Schotland    | Schots            | Gerda Stevenson & Kyrre Slind | Aye the gean             | 119    |
| 4      | Friesland    | West Fries        | Luko Reinders                 | Kom rin mei my           | 116    |
| 5      | Friesland    | West Fries        | Stonecrobs                    | Yn frijheid kinsto libje | 111    |
| 6      | Lapland      | Samisch           | Inger Karoline Gaup & Band    | Oahppan lean             | 111    |
| 7      | Basjkirostan | Basjkiers         | Zaman                         | Alga                     | 110    |
| 8      | Jura         | Francoprovençaals | Billy Fumey                   | Bondze Heidi             | 78     |
| 9      | Suriname     | Surinaams         | Afro-Carib Ensemble           | Dansi nanga yu           | 75     |
| 10     | Antwerpen    | Antwerps          | Jenne Decleir                 | Dans met mij             | 73     |
| 11     | Schotland    | Schots-Gaelisch   | Whyte                         | Tairm                    | 71     |
| 12     | Galicië      | Galicisch         | Familia Caamagno              | Lausanne                 | 61     |
| 13     | Aroemenen    | Aroemeens         | Pira                          | Mash a meu               | 49     |
| 14     | Komi         | Zurjeens          | Evgenia Udalova               | Voj                      | 26     |